# Маторина, Валерия Александровна
Вале́рия Алекса́ндровна Мато́рина (16 января 1937, Горький — 16 сентября 2012, Днепропетровск) — переводчица с английского и польского языков, известная миллионам читателей — любителей фэнтези как В. А. М. (аббревиатура от Валерия Александровна Маторина).

## Биография
Валерия Александровна Маторина родилась в 1937 году в Горьком. Во время войны весной 1942 года вместе с семьёй эвакуировалась во Фрунзе (ныне Бишкек, столица Кыргызстана), откуда в 1947 году переехала в Белую Церковь. В 1954 году вся семья перебралась в Горловку Донецкой области, в которой на базе «Белоцерковского педагогического училища» был создан и ныне известный «Горловский государственный педагогический институт иностранных языков» (ГГПИИЯ), где начала преподавать мама Валерии Александровны.
Сама Валерия Александровна получила две специальности: филолога (по окончании учёбы на факультете иностранных языков Харьковского университета) и технолога горного машиностроения (после окончания техникума). В 1959 году молодой специалист отправилась работать школьным учителем в Струсов, оттуда в 1961 году вернулась в Горловку. С 1967 по 1990 работала на Машиностроительном Заводе им. Кирова инженером (переводчиком). В 1993 году уехала в Запорожье, а с 1999 года проживала в Днепропетровске.

## Переводы книг Толкина
Валерия Александровна Маторина перевела главные произведения Джона Рональда Руэла Толкина «Хоббит, или Туда и обратно» и «Властелин колец».
Переводить начала в конце 70-х годов. Первое знакомство Моториной с произведениями Толкина произошло в Санкт-Петербурге (Ленинграде) в 1978 году. На самостоятельную работу с творчеством Толкина её вдохновили переводы других авторов: «Хоббит, или Туда и обратно» Н. Рахмановой, «Хранители: Летопись первая из эпопеи Властелин Колец» в сокращённом переводе А. Кистяковского и В. Муравьёва и «Властелина колец» в польском переводе Марии Скибневской. Первые «ВАМовские» переводы делались для круга близких друзей. Вначале Валерия Александровна попыталась дополнить недостающие места в «Хранителях» текстом «Властелина колец» польской переводчицы Толкина, но это показалось неудачным вариантом. Когда в первой половине 80-х годов к Моториной попали микроплёнки с оригиналами «Хоббита» и «Властелина колец», она начала работать над собственным переводом.
О новом переводе «Властелина колец» вскоре стало известно в кругу советских толкинистов и Моторину в июле 1989 года пригласили стать участницей первой ролевой игры по Толкину в Красноярске. Тогда же подготовленный к игре машинописный текст был передан хабаровскому книжному издательству «Амур».
С этого и начался период официального признания Валерии Александровны как переводчика книг Толкина. «Хоббит» и трилогия «Властелин Колец» впервые были напечатаны в Хабаровске в книжном издательстве «Амур» с 1990 по 1992 год. В 1994-м в Запорожье в издательстве «Интербук-Хортица» вышел доработанный Валерией Александровной «Хоббит». А в 2003 году окончательно доработанная трилогия вышла в Москве, в издательстве «Эксмо», отдельным томом, объёмом 1376 страниц. Позже в том же издательстве выйдут и «Хоббит», и «Властелин колец» общим объёмом более двух тысяч страниц.
Немецкие друзья ещё в Советском Союзе помогли Валерии Александровне начать переписку с «Толкиновским обществом» (англ. Tolkien Estate — Наследие Толкина) и лично Кристофером Руэлом Толкиным — сыном Джона Рональда Руэла Толкина. В переписке Кристофер попросил экземпляр перевода в коллекцию переводов Толкиновского общества. Знакомство по переписке постепенно перешло в дружбу. Бейли, жена Кристофера, написала Моториной, что её отца ещё ребёнком, в 1912 году, вывезли в Канаду из Екатеринослава.

## Труды
- «Хоббит, или Туда и обратно» // Издательство «Амур», Хабаровск, 1990.
- «Содружество кольца» // Издательство «Амур», Хабаровск, 1991.
- «Две твердыни» // Издательство «Амур», Хабаровск, 1991.
- «Возвращение короля» // Издательство «Амур», Хабаровск, 1991.

и повесть вошедшей в Список Оруэлла Наоми Митчисон:
- «Иди легко» — Хабаровск: Амур, 1993
- «Иди легко» — сборник «Победители драконов» Москва: Аргус, 1996.
- «Хоббит, или Туда и обратно» — Запорожье. Интербук-Хортица. ISBN 5-7664-0391-7 Перевод В. А. М. с исправлениями 1994.
- «Хоббит, или Туда и обратно» — Москва: ЗАО Изд-во ЭКСМО-Пресс, 2000.
- «Хоббит, или Туда и обратно» — Москва, ЭКСМО, 2002.
- «Властелин колец» — Москва: Изд-во Эксмо, 2002.
- «Хоббит, или Туда и обратно»; «Властелин колец: Трилогия» — Москва: Эксмо, 2002 г. ISBN 5-699-01290-7
- «Хоббит, или Туда и обратно»; «Властелин колец: Трилогия» — Москва: Эксмо, 2003

В переводе В. А. М. выходили также малые произведения Дж. Р. Р. Толкина:
- «Лист кисти Ниггля» Второй в СССР перевод «Листа работы Мелкина» (не проверено). «Лист кисти Ниггла» //Публикатор [: Бюллетень]. — 1990. — # 6. с.4-5, 14
- «Беспорядки в Хоббитшире» // Мир Чудес. — Хабаровск: Амур, 1991. #3.
- «Кузнец из Большого Вуттона» — сборник «Сказки старой Англии» — Москва: Аргус: Мастер, 1992 (Венок сказок)
- «Кузнец из Большого Вуттона»; «Лист кисти Ниггля»; «О волшебных сказках» — сборник «Волшебные истории» Хабаровск: Амур, 1993 (Все звёзды фантастики)
- «Кузнец из Большого Вуттона» — сборник «Сказки старой Англии» // — Москва: Аргус, 1994 (Волшебная страна)
- «Кузнец из Большого Вуттона» — сборник «Роверандом» Москва: АСТ, Хранитель, Астрель, 2007 г. ISBN 978-5-17-044184-6, 978-5-271-17188-8, 978-5-9762-3470-3
- «Кузнец из Большого Вуттона и другие истории» Москва: АСТ, АСТ Москва, 2009 г. ISBN 978-5-17-058731-5, 978-5-403-01724-4.
- «Кузнец из Большого Вуттона и другие истории» Москва: АСТ, АСТ Москва, 2009 г. ISBN 978-5-17-060093-9, 978-5-403-01458-8
- «Кузнец из Большого Вуттона» — сборник «Сказки Волшебной страны» Москва: АСТ, АСТ Москва, 2010 г. ISBN 978-5-17-062036-4, 978-5-403-02099-2
- «Кузнец из Большого Вуттона» — сборник «Сказки Волшебной страны» Москва: АСТ, АСТ Москва, 2010 г. ISBN 978-5-17-062093-7, 978-5-403-02100-5
- «Кузнец из Большого Вуттона» — сборник «Сказки Волшебной страны» Москва: АСТ, АСТ Москва, 2010 г. (по факту вышла в октябре 2009 г.) ISBN 978-5-17-060094-6, 978-5-403-01733-6

Из ранее ещё не изданного в оригинальном «ВАМовском» переводе ждут своих издателей:
- сборник сказок «Эльфы, люди, драконы», куда включена «Дочь короля Эльфланда» лорда Дансани;
- роман «Силльмариллион» (известный как «Сильмариллион» Дж. Р. Р. Толкина, под редакцией Кри́стофера Руэла То́лкина);
- роман «Змей Уроборус» Эрика Эддисона, в оригинале «The Worm OUROBOROS» by Eric Eddison, первое английское издание 1922 г.);
- «Тёмная Дама» Майка Резника;
- «Паутина Шарлотты» Е. Б. Уайта.

Ещё одна не издававшаяся работа В. А.М. последних лет — трилогия Филипа Пулмана «Тёмные начала»:
- роман «Северное сияние» (первый том трилогии «Тёмные начала», известный по экранизации под названием «Золотой компас», роман выходил под таким же названием: «Северное сияние»);
- роман «Тонкий нож» (известный как «Чудесный нож»);
- роман «Янтарная труба» (известный как «Янтарный телескоп»).